# Paul Giamatti
Paul Edward Valentine Giamatti (født 6. juni 1967) er en amerikansk skuespiller og komiker, bedst kendt for portrætteringen af den amerikanske præsident John Adams i HBO miniserien John Adams, for hvilken han både han vundet en Emmy Award og en Screen Actors Guild Award. Giamatti vandt desuden en Golden Globe i 2010 for sin rolle som Barney Panofsky i filmen Barney's Version.
I 2006 blev han nomineret til en Oscar for bedste mandlige birolle i Cinderella Man.

## Udvalgt filmografi
- The Truman Show (1998)
- Saving Private Ryan (1998)
- Man on the Moon (1999)
- Planet of the Apes (2001)
- Sideways (2004)
- Cinderella Man (2005)
- Illusionisten (2006)
- Lady in the Water (2006)
- Barney's Version (2010)
- Win Win (2011)
- Tømmermænd i Vegas 2 (2011)
- Ironclad (2011)
- The Amazing Spider-Man 2 (2014)